# Donato Piazza
Donato Piazza (Villasanta, 2 gennaio 1930 – Monza, 12 settembre 1997) è stato un ciclista su strada e pistard italiano.
Professionista dal 1950 al 1959, vinse due tappe alla Vuelta a España e una al Giro d'Italia.

## Carriera
Donato Piazza passò alla categoria professionista nel 1950 dopo aver ottenuto un buon numero di successi da dilettante.
Passista veloce, Il Gigante come era soprannominato, ottenne le sue più grandi soddisfazioni in corse piatte, la Sassari-Cagliari del 1955 e diversi successi al Tour du Maroc, ma soprattutto due tappe alla Vuelta a España, tra cui quella di Madrid nel 1955, una al Giro d'Italia 1956, il classico appuntamento finale di Milano. Piazza finì inoltre due volte terzo nel Trofeo Baracchi, prima nel 1954 e poi nel 1956, rispettivamente con Fiorenzo Magni e Giorgio Albani, sfiorò inoltre l'impresa nella Parigi-Roubaix del 1953 quando venne battuto dal belga Germain Derycke.
Abilissimo anche in pista, Piazza fece sue due edizioni consecutive del campionato italiano dell'inseguimento individuale ed uno della prova Omnium, inoltre, conquistò per due volte il record del mondo dei 5 km da fermo.

## Palmarès

### Strada
- 1950 (dilettanti)

Gran Premio Liberazione
Coppa del Re
Milano-Busseto
- 1951

Giro del Monte Penice
- 1952

2ª tappa Giro del Marocco
5ª tappa Giro del Marocco
6ª tappa Giro del Marocco
- 1954

9ª tappa Giro del Marocco
- 1955

Sassari-Cagliari
11ª tappa Vuelta a España (Cuenca > Madrid)
14ª tappa Vuelta a España (Valladolid > Bilbao)
- 1956

23ª tappa Giro d'Italia (San Pellegrino Terme > Milano)

### Pista
- 1952

Campionati italiani, Inseguimento individuale
- 1953

Campionati italiani, Inseguimento individuale
- 1957

Campionati italiani, Omnium

## Piazzamenti

### Grandi giri
- Giro d'Italia

1952: 89º
1953: 66º
1955: 72º
1956: 42º
1957: ritirato
1958: ritirato (9ª tappa)
- Vuelta a España

1955: 43º
1957: ritirato

### Classiche
- Milano-Sanremo

1950: 27º
1951: 27º
1952: 18º
1954: 18º
1955: 98º
1956: 8º
1958: 77º
- Parigi-Roubaix

1952: 51º
1953: 2º
1954: 16º
- Giro di Lombardia

1950: 63º
1951: 56º
1952: 64º
1954: 20º